# 23e Primetime Emmy Awards
De 23e Primetime Emmy Awards, waarbij prijzen werden uitgereikt in verschillende categorieën voor de beste Amerikaanse televisieprogramma's die in primetime werden uitgezonden tijdens het televisieseizoen 1970-1971, vond plaats op 9 mei 1971.

## Winnaars en nominaties - televisieprogramma's
(De winnaars staan bovenaan in vet lettertype.)

#### Dramaserie
(Outstanding Drama Series)
- The Bold Ones: The Senator
  - The First Churchills
  - Ironside
  - Marcus Welby, M.D.
  - NET Playhouse

#### Komische serie
(Outstanding Comedy Series)
- All in the Family
  - Arnie
  - Love, American Style
  - The Mary Tyler Moore Show
  - The Odd Couple

## Winnaars en nominaties - acteurs

### Hoofdrollen

#### Mannelijke hoofdrol in een dramaserie
(Outstanding Continued Performance by an Actor in a Leading Role in a Dramatic Series)
- Hal Holbrook als Hays Stowe  in The Bold Ones: The Senator
  - Raymond Burr als Robert Ironside  in Ironside
  - Mike Connors als Joe Mannix in Mannix
  - Robert Young as Dr. Marcus Welby in Marcus Welby, M.D.

#### Mannelijke hoofdrol in een komische serie
(Outstanding Continued Performance by an Actor in a Leading Role in a Comedy Series)
- Jack Klugman als Oscar Madison in The Odd Couple
  - Ted Bessell als Donald Hollinger in That Girl
  - Bill Bixby als Tom Corbett in The Courtship of Eddie's Father
  - Carroll O'Connor als Archie Bunker in All in the Family
  - Tony Randall als Felix Unger in The Odd Couple

#### Vrouwelijke hoofdrol in een dramaserie
(Outstanding Continued Performance by an Actress in a Leading Role in a Dramatic Series)
- Susan Hampshire als Sarah Churchill, Duchess of Marlborough in The First Churchills
  - Linda Cristal als Victoria Cannon in The High Chaparral
  - Peggy Lipton als Julie Barnes in The Mod Squad

#### Vrouwelijke hoofdrol in een komische serie
(Outstanding Continued Performance by an Actress in a Leading Role in a Comedy Series)
- Jean Stapleton als Edith Bunker in All in the Family
  - Mary Tyler Moore als Mary Richards in The Mary Tyler Moore Show
  - Marlo Thomas als Ann Marie in That Girl

### Bijrollen

#### Mannelijke bijrol in een dramaserie
(Outstanding Continuing Performance by an Actor in a Supporting Role in Drama)
- David Burns als Mr. Solomon in ITV Saturday Night Theatre
  - James Brolin als Dr. Steven Kiley in Marcus Welby, M.D.
  - Robert Young als Earl Gannon in Vanished

#### Mannelijke bijrol in een komische serie
(Outstanding Continuing Performance by a Supporting Actor in a Comedy Series)
- Edward Asner als Lou Grant in The Mary Tyler Moore Show
  - Michael Constantine als Principal Seymour Kaufman in Room 222
  - Gale Gordon als Harrison Otis Carter in Here's Lucy

#### Vrouwelijke bijrol in een dramaserie
(Outstanding Continuing Performance by an Actress in a Supporting Role in Comedy)
- Margaret Leighton als Gertrude in Hallmark Hall of Fame
  - Gail Fisher als Peggy Fair in Mannix
  - Susan Saint James als Peggy Maxwell in The Name of the Game
  - Elena Verdugo als Consuelo Lopez in Marcus Welby, M.D.

#### Vrouwelijke bijrol in een komische serie
(Outstanding Continuing Performance by a Supporting Actress in a Comedy Series)
- Valerie Harper als Rhoda Morgenstern in The Mary Tyler Moore Show
  - Agnes Moorehead als Endora in Bewitched
  - Karen Valentine als Alice Johnson in Room 222